# عصر برنز در ایران

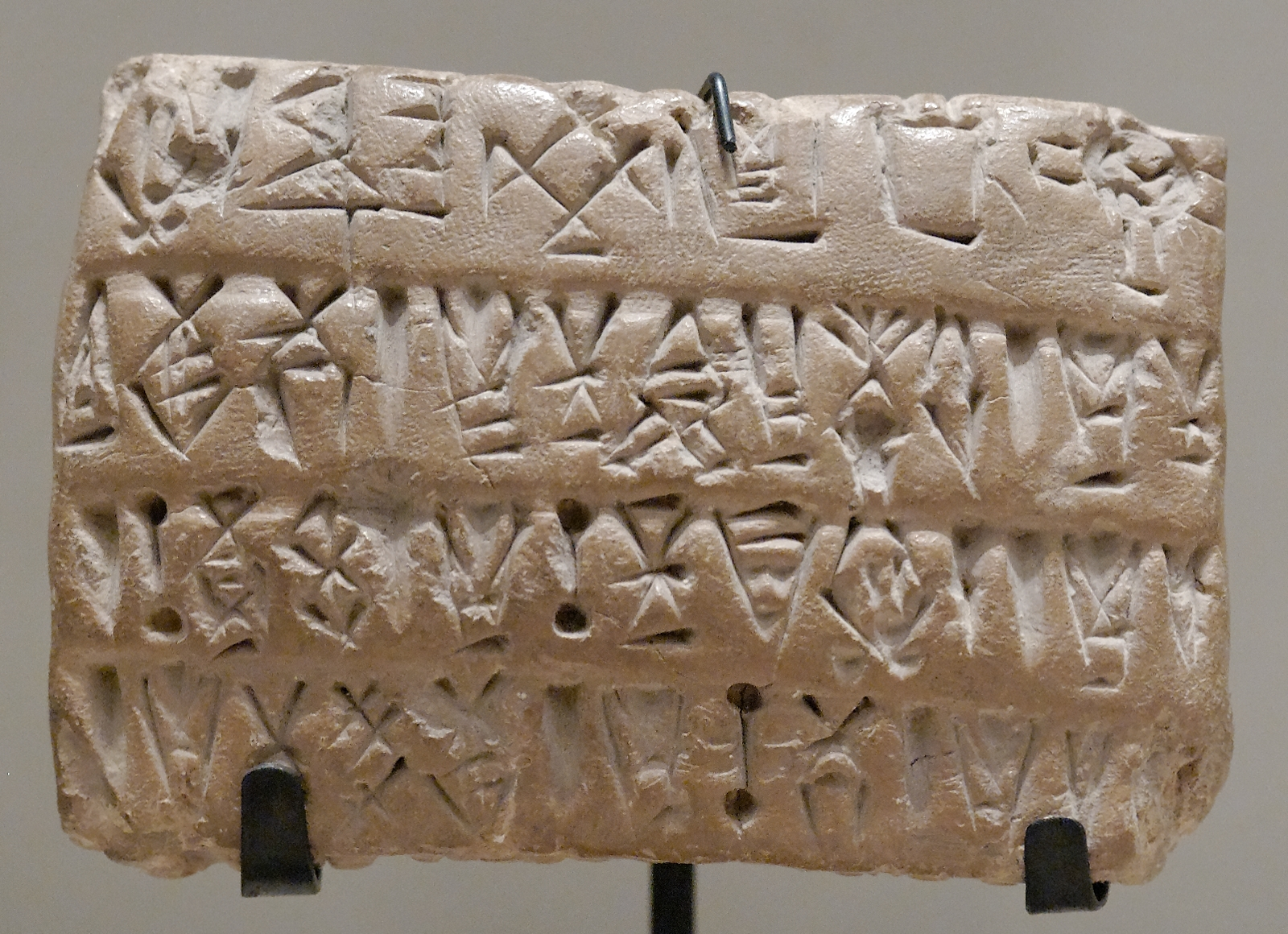
کتیبه آغازایلامی، علایم بازرگانی و حسابداری، از تل آکروپولیس شوش، در موزهٔ بریتانیا

در ادبیات باستان‌شناختی ایران عبارت عصر برنز به دوره‌ای گفته می‌شود که با برآمدن شهرهای بازرگانی در حدود ۳٬۴۰۰–۳٬۳۰۰ سال پیش از میلاد با حکومت انشان‌ها آغاز شد و تا ابتدای عصر آهن در ۱٬۴۰۰–۱٬۳۰۰ سال پیش از میلاد ادامه یافت و دوران گذار از فرهنگ‌های عصر حجر (یا به عبارت دقیق‌تر دوران مس‌سنگی) به تمدن‌های عصر آهن بود.
مناطق پیرامون دشت‌های فلات ایران از میانهٔ هزارهٔ چهارم پیش از میلاد تا اوایل هزارهٔ سوم پیش از میلاد شاهد پیدایش مراکزی شهری بود که نتیجهٔ توسعهٔ بازرگانی و روابط تجاری به‌ویژه در زمینهٔ فلزها بودند. این فرایند غالباً شاخه‌ای از پیدایش تمدن در دوران اوروک میانرودان دانسته می‌شود.
آغاز عصر برنز با تحولات عظیم در ساختار جوامع ایران همزمان بود. در این دوره جمعیت فلات ایران به‌شدت افزایش یافت.
در مطالعهٔ معماری و سکونت‌گاه‌های ایران در اوایل قرن برنز، دو حوزهٔ فرهنگی شاخص در ایران پدیدار می‌شود:
1. حوزهٔ فرهنگ آغازایلامی (یا نیاایلامی):[الف] در جنوب ایران از شوش در غرب تا شهر سوخته در شرق، و در شمال تا زاگرس مرکزی (تپه سیلک) و فلات مرکزی ایران (تپه حصار)
2. حوزهٔ فرهنگی یانیق (یا فرهنگ کورا-ارس ۱): مستقر در شمال غرب ایران، و امتداد یافته در جنوب تا زاگرس مرکزی (گودین‌تپه ۴) و دشت قزوین در فلات مرکزی ایران

در اواسط عصر برنز، فلات ایران صحنهٔ شکوفایی گسترده ولی کوتاه‌مدت شهرنشینی بود.
مراکز شهری‌ای چون شهر سوخته، تپه حصار، تپه یحیی، شهداد، و جیرفت بخشی از شبکهٔ بازرگانی‌ای بودند که آسیای مرکزی را به سواحل جنوبی خلیج فارس و دریای عمان، ایلام، و میانرودان وصل می‌کرد.
مهم‌ترین کالاهای تجارتی در این شبکه مس (از مرکز و جنوب‌شرقی ایران و عمان) و لاجورد (از بدخشان در افغانستان و کویته در پاکستان) بود که بخش عمدهٔ آن به سرزمین‌های غربی (به‌ویژه میانرودان) صادر می‌شد و در تزئینات ابنیهٔ اداری و آیینی طبقهٔ حاکم به کار می‌رفت.

## عصر برنز در خاور نزدیک باستان
عصر برنز در خاور نزدیک به سه پاره بخش می‌شود:
- عصر برنز آغازین‎([ب])، ۳۵۰۰-۲۰۰۰ (پیش از میلاد)
- عصر برنز میانی‎([پ])، ۲۰۰۰-۱۶۰۰ (پیش از میلاد)
- عصر برنز پایانی‎([ت])، ۱۶۰۰-۱۲۰۰ (پیش از میلاد)

| Persian Bronze Age                                                                            | Persian Bronze Age |
| --------------------------------------------------------------------------------------------- | ------------------ |
| - جام نقره‌ای هزاره سوم پیش از میلاد، مرودشت، فارس . با کتیبه خطی ایلامی در موزه ایران باستان. |                    |

هر یک از دوره‌های یاد شده خود می‌تواند به زیررده‌هایی بخش‌شوند، برای نمونه EB I، EB II, EB III .متالورژی در آغاز در آناتولی در ترکیه کنونی شکل گرفت. سرزمین کوهستانی آناتولی از دید معادن کانی‌های قلع و مس پربار است. مس همچنین در قبرس، مصر، بیابان نقب (در فلسطین) و ایران در کناره خلیج فارس استخراج می‌شد. در آن زمان مس با آرسنیک آمیخته می‌شد و هنوز هم این فرایند در آناتولی پایدار است. از راه دریا مس را به مصر باستان و میانرودان نیز می‌بردند.
عصر برنز اولین شواهد شهری‌سازی به سوی سازمان‌دهی دولت شهرها و اختراع نوشتن شد (دوره اوروک در هزاره پنجم پیش از میلاد). در عصر برنز میانه سیاست جابه‌جایی مردمان سبب تغییر نقشه خاور نزدیک گردید (آموری‌ها، هیتی‌ها، هوری‌ها، هیکسوس‌ها و شاید بنی‌اسرائیل). دوره برنز پایانی صحنه جنگ قدرت میان پادشاهی‌های نیرومند و خراجگزاران‌شان بود (مصر باستان، آشور، هیتی‌ها و میتانی). تماس گسترده‌ای با تمدن اژه‌ای پدید آمد که در این میان داد و ستد مس نقش مهمی بازی می‌کرد. این دوره با واژگونی گسترده‌ای که اثر بسیاری بر خاورمیانه و مدیترانه شرقی گذاشت به پایان رسید. با به پایان رسیدن این دوره عصر آهن در ۱۲۰۰ پیش از میلاد مسیح در آناتولی آغاز شد، جایی که پیش از آن آخرین دوران عصر برنز را پشت سر گذاشته بود. جابجایی به عصر آهن سبب تحول‌های گسترده‌ای در خاورمیانه بود.

## متالورژی
پژوهشگران پیدایش متالورژی با کشف سازوکار ذوب مس (که به‌شکل مستقل در چند منطقه روی داد) را آغاز دوران گذار مس‌سنگی می‌دانند که آخرین مرحلهٔ عصر سنگ است.
با کشف برنز، بشر توان ساخت ابزارهایی را پیدا کرد که نسبت به ابزارهای عصر سنگ مزیتی مطلق دارند و این امر آغاز عصر برنز دانسته می‌شود.
در نیمهٔ اول قرن بیستم باور بر این بود که پیشرفت متالورژی امر اساسی در ظهور تمدن و آغاز عصر برنز بوده‌است، به‌این مفهوم که با ایجاد ابزارها و فناوری‌های فلزی، تولیدات کشاورزی توسعه یافت و افرادی که استخراج و تجارت این فلزها را کنترل می‌کردند به طبقهٔ نخبگان در ساختار تازه‌ساز اجتماع بدل شدند. باستان‌شناسان در نیمهٔ دوم قرن بیستم تلاش کردند تا این نظریه را کنار بگذارند. بااین‌حال در قرن بیست و یکم توجه به نظریات متالورژی محور به عنوان یکی از (و نه تنها) دلایل ایجاد تمدن افزایش یافت.
یکی از مهم‌ترین مسائل باستان‌شناسی خاور نزدیک «مسئلهٔ قلع» است و به منبع و مسیر دادوستد فلز قلع به میانرودان می‌پردازد.
برنز آلیاژی است که از ترکیب مس و قلع ساخته می‌شود. قلع فلزی نسبتاً نادر است و به‌دست آوردن آن نقشی مهم در تولید ابزار و فناوری‌های عصر برنز داشت.
بنابر شواهد باستان‌شناختی، مسیر حرکت قلع مسیری شرق‌به‌غرب بوده‌است. باستان‌شناسان سه مسیر احتمالی برای انتقال قلع را معین کرده‌اند:
1. مسیر زمینی شمالی: قلع در آسیای مرکزی استخراج می‌شده و با انتقال از عرض ایران در راستای رشته‌کوه البرز به دشت‌های آبرفتی میان‌رودان می‌رسیده‌است.
2. مسیر زمینی جنوبی: قلع در افغانستان استخراج می‌شده و با گذر از کویرهای فلات ایران به شوش می‌رسیده و از آنجا به میانرودان صادر می‌شده‌است.
3. مسیر دریایی: قلع در سرزمین‌های تحت کنترل تمدن دره سند استخراج می‌شده و از طریق خلیج فارس به میانرودان انتقال می‌یافته‌است.

در هزارهٔ سوم پیش از میلاد، فناوری‌های متالورژی به تدریج از غرب به شرق فلات ایران گسترش یافتند. این امر متناظر با گسترش نفوذ افق آغازایلامی است که تا اواخر این هزاره در سراسر ایران نفوذ یافت. متالورژی از این طریق به افغانستان امروزی و مناطق شمالی تمدن دره سند صادر شد.

## گسترش دوره اوروک

گسترش اوروک به فلات ایران، شام، و آناتولی

تولید همراه با تقسیم کار، که عموماً در همهٔ جوامع کشاورزی اولیه در پی انقلاب نوسنگی روی داد، سبب شد الگوهای اجتماعی و اقتصادی غامض‌تر شوند، و ثبات در تولید غذا افزایش جمعیت را در پی داشت. با تبدیل شدن گروه‌های اجتماعی به طبقه‌ها، سلسله‌مراتبی در این جوامع شکل گرفت که می‌توان از نظر سیاسی ساختار آن‌ها را طایفه‌ای یا پیشاطایفه‌ای دانست. نتیجهٔ همهٔ این فرایندها ظهور سکونت‌گاه‌های بزرگ شهری یا نیاشهری بود، که از اواخر دوران مس‌سنگی آغاز شد و شاخصهٔ مهم عصر برنز است.
با آغاز عصر برنز، دولت‌شهر‌هایی در خاور نزدیک پدید آمدند و سبب آغاز دوران اوروک در میانرودان شدند.
در این دوران گسترهٔ منابع طبیعی موجود، از جمله خاکی که دو یا سه بار در سال قابل کشت بود، مراتع گسترده و همچنین منابع دریایی (مثل ماهی‌گیری) بنیان اقتصادی را ریختند که به گفتهٔ گیرمو آلگز منجر به انقلابی در ساختار اجتماعی شد. علاوه بر این، امکان حمل‌ونقل عمده از طریق مسیرهای آبی به همراه نظامی مدیریتی که «اهلی‌سازی منابع انسانی» (یعنی استثمار نیروی کار) را تأمین می‌کرد از دیگر عوامل تشکیل‌دهندهٔ امری بودند که گیرمو آلگز آن را «مزیت میانرودانی» نامیده‌است.
در نهایت مجموع این عوامل بود که موجب «تیک‌آف سومری» شد، عبارتی که آلگز برای توصیف سازوکارهای اجتماعی و اقتصادی‌ای به کار می‌برد که در این فرایند خودپایدار به سوی پیچیدگی هرچه بیشتر نقش داشتند.
پیدایش طبقه‌ای حاکم از نخبگان از پیامدهای طبیعی این رویداد است، و این عاملی دیگر در تسریع توسعهٔ شهرنشینی بود؛ چراکه افزایش تقاضا برای شاخصه‌های موقعیت اجتماعی و پرستیژ (از جمله اشیاء نادر، فلزات، و سنگ‌های گرانبها، که معادن آن‌ها غالباً نه در دشت‌های آبرفتی میانرودان که در فلات ایران، پاکستان، و آسیای مرکزی بود) منجر به ایجاد روابط و تشکیل شبکه‌ای بازرگانی بین فرهنگ‌ها و تمدن‌های عصر برنز اولیه شد.
از آنجا که تا پیش از فتوحات سارگن بزرگ اکد در مسیرهای طولانی از راه‌های دریایی چندان استفاده‌ای نمی‌شد، راه‌های زمینی بین بازار بزرگ مصرفی اشیاء تزئینی و معادن مواد خام آن (که از فلات ایران می‌گذشت) اهمیتی مضاعف داشتند.
امری که با عنوان «گسترش اوروک» از آن یاد می‌شود، شکل مادی منطقهٔ نفوذ تمدن میانرودان در دوران اوروک در ارتباط با افزایش این رابطه‌ها است.
با این حال، شواهد تأثیر اوروک بر فرهنگ‌های بومی مناطق کوهستانی اطراف به معنای سلطهٔ سیاسی ایشان بر این مناطق نیست.

## ظهور تمدن برنز
| نام شهر            | منطقه            | حداکثر وسعت (هکتار) |
| ------------------ | ---------------- | ------------------- |
| اوروک              | میانرودان        | ۲۵۰                 |
| شوش ۲ (اوروکی)     | خوزستان          | ۲۵                  |
| شوش ۳ (آغازایلامی) | خوزستان          | ۱۰                  |
| شوش ۴ (ایلامی)     | خوزستان          | ۹۵                  |
| ملیان (انشان)      | فارس             | ۱۵۰                 |
| شهر سوخته          | حوزه هلمند       | ۱۵۰                 |
| تپه یحیی           | دشت صوغان        | ۳                   |
| تپه حصار           | فلات مرکزی ایران | ۱۲                  |
| تپه سیلک           | فلات مرکزی ایران | ۸                   |
| تورنگ تپه          | فلات شمالی ایران | ۵                   |
| گودین‌تپه           | زاگرس مرکزی      | ۲۰                  |

در دو قرن اول هزارهٔ سوم پیش از میلاد، افزایشی قابل توجه در اندازهٔ هر مرکز منطقه‌ای روی داد. به این پدیده نیاشهرنشینی گفته می‌شود.
توسعهٔ سریع سازوکارهای تولید، تجارت، و مال‌اندوزی در این زمانه به‌قدری بود که می‌توان گفت ساختار جوامع به‌کلی دگرگون شد.
تا حدود سال ۳٬۲۰۰ پیش از میلاد اهمیت، تراکم جمعیت، و گسترش سازه‌های معماری یادمانی در میانرودان و اطراف آن به حدی رسید که می‌توان این مناطق را «شهر» نامید.
این دوران گذار طولانی با تغییرات عمیقی به پایان رسید که مشخصهٔ دوران اوروک است.
این فرایند بین ۲٬۶۰۰ تا ۲٬۵۰۰ پ.م. در درهٔ هلمند هم کامل شده بود و شواهد آن را می‌توان در مجموعه‌های معماری یادمانی در مندیگک (در افغانستان امروزی) و شهر سوخته، توسعهٔ محلی روستاهای معمارانه، و طرح محله‌های صنعتکاران در محیط حومهٔ شهری جست.
با پدید آمدن شهرنشینی در این مناطق، حوزه‌هایی مختص صنعت‌گران پدیدار شد که فعالیت‌های تخصصی در آنان از حوزه‌های اقامتی جدا می‌شده‌است.
به نظر می‌رسد فرایند گسترش شهری در دو مرحله روی داده باشد. در مرحلهٔ اول روند سازماندهی فرایندهای تولیدی (که از عصر مس‌سنگی آغاز شده بود) باعث شد فضاهای تولیدی و تخصصی از مرزهای خانه خارج شود و کارگاه‌های مختص صنعت‌گران شکل بگیرد. به گفتهٔ طوسی و دیگران، دلیل این رویداد این بود که در سکونت‌گاه‌های متمرکز مس‌سنگی گسترش جمعیت بدون ادغام کامل در یک سیستم بزرگتر ممکن نبود.
مرحلهٔ دوم فرایند گسترش شهری علاوه بر گسترش مساحت مراکز جمعیتی و ادامهٔ روند سازماندهی نیروهای تولیدی، طبقهٔ نخبهٔ جدیدی در این جوامع پدید آمد که باعث پیدایش آثار معماری یادمانی شد. این آثار معماری معمولاً بیش از ۱٬۰۰۰ مترمربع مساحت داشتند (مساحت خانه‌ها بین ۸۰ و ۱۵۰ مترمربع بود) و بر روی زمین‌های مرتفع‌تر سکونت‌گاه ساخته می‌شدند که غالباً تپه‌هایی بودند که از سازه‌ها و ویرانه‌های دوران پیشین به‌جای مانده بود. برای ایجاد این آثار ساختمان‌های خشت‌خام منفرد در قالب مجموعه‌ای ساخته می‌شدند که شیب تپه را به صورت پله‌پله بازتعریف می‌کردند. بزرگ‌ترین نمونهٔ این آثار در ایران احتمالاً در تورنگ‌تپه بوده که حدود ۸۰ متر طول داشته‌است.
زمان ساخت این آثار بین ۲٬۵۰۰ و ۲٬۳۰۰ پیش از میلاد تخمین زده می‌شود که همزمان است با توسعهٔ سریع قلمرو مراکز شهری در اواخر عصر برنز اولیه.
ساختمان‌های عمومی‌ای (معابد و کاخ‌ها) که در این دوران در مراکز بزرگتر ساخته شدند احتمالاً در نتیجهٔ طرح‌های سیاسی گروه‌هایی از نخبگان حاکم بوده‌اند. نیاز به سازمان آیینی فاخر حاکی از این است که کنترل ایشان بر منابع تولیدی و روستایی افزایش یافته بوده‌است، که این امر را می‌توان در بنیان بخش صنعتکاران در این منطقه دید.
ساخت این مجموعه‌های یادمانی ممکن است همزمان با مرحلهٔ جدیدی در توسعهٔ اجتماعی-سیاسی بوده باشد.
بخش داخلی سکوها شامل شبکه‌ای منسجم از واحدهای بزرگ بنایی بود که با رفع کردن رانش به سازه اجازه می‌داد تا بر زمین‌های ناهموار جای گیرد. بنایی شالوده سازه‌های جدید به داخل ساختمان‌های موجود نفوذ می‌کرد و سازهٔ جدید به میانهٔ دیوارهای مدفون زیر خاک پیوند می‌خورد. همین سیستم قفل کردن در نیمهٔ دوم هزارهٔ سوم پیش از میلاد در شهر سوخته دیده می‌شود، هم در «خانهٔ شالوده‌ها» ی فاز پنجم در منطقه شرقی (مسکونی) و هم در ساختمان‌های بزرگ محصور فازهای ۳ و ۴ در بخش‌های مرکزی.

## پایان عصر برنز
شهرنشینی و شبکهٔ تجاری عصر برنز در اواخر هزارهٔ سوم و اوایل هزارهٔ دوم پیش از میلاد از هم پاشید.
بعد از حدود ۲٬۲۰۰ پ. م؛ یعنی آغاز عصر برنز میانی، ساختار شهری رو به ویرانی نهاد و تباهی سریع و شدید مراکز شهری بزرگ در آسیای مرکزی آغاز شد.
هیچ‌یک از نظریات ارائه شده تا کنون نتوانسته‌اند شواهد باستان‌شناختی متعد در گسترهٔ عظیم این رویداد را به هم پیوند بزنند. بر خلاف تمدن‌های غرب آسیایی مدیترانه‌ای و هندی عصر برنز، این رویداد پایان دولت‌های ابرطایفه‌ای در آسیای مرکزی نبود، چرا که توسعهٔ این ساختارها در این منطقه به‌گونه‌ای بود که لزوماً به تمرکز افراد و خدمت در مراکز منطقه‌ای نداشت.
پیشتر باور بر این بود که تمدن‌های عصر برنز در اثر حملات خشونت‌بار و مهاجرت‌های گسترده زوال یافتند، ولی بنابر پژوهش‌های موجود، زوال مراکز تمدن عصر برنز روندی تدریجی داشته که چند قرن طول کشیده‌است. سکونت در برخی مناطق، مانند اطراف تپه سیلک، متوقف شد و برخی (مثل دشت اطراف تپه حصار) رها شدند. در جاهای دیگر (مثل گرگان) جمعیت به شدت کاهش یافت.
در سیستان تغییرات اقلیمی موجب تغییر مسیر رود هلمند شد و در نتیجهٔ آن شهر سوخته به روستایی کوچک کاهش یافت.
شرایط آب نقش مهمی در رهایی شهر سوخته و حریمش داشت. به نظر می‌رسد شهر به تدریج رها شده بوده باشد.
در دوران چهار این شهر، تنها یک ساختمان در محوطه برپا بود. بااین‌حال در همان زمان حدود چهل روستای کوچک در اطراف شهر سوخته مسکون بوده که حاکی از آن است که تغییر بیشتر در ساختار اجتماعی و سیاسی بوده‌است تا در جمعیت.
از ۱٬۶۰۰ تا ۱٬۳۰۰ سال پ.م. در دشت فارس اطلاعات چندانی وجود ندارد. جمعیت در این دوران کاهش یافت و سکونت‌گاه‌های باقی‌مانده در قالب دو گروه فرهنگی مشخص (که ویلیام سامنر آنان را «فرهنگ قلعه» و «فرهنگ چغا تیموران» می‌نامد) مسکون ماندند.
بازسازی زبان‌شناختی در شرق ایران نشان می‌دهد که ساکنان این منطقه در هزارهٔ دوم و سوم پیش از میلاد مردمانی پیشاهندوایرانی بودند و گروه‌های ایرانی‌زبان بین حدود ۱٬۴۰۰ سال پ.م. تا اوایل هزارهٔ اول پیش از میلاد، یعنی حدود سه-چهار قرن پس از شروع زوال شهرهای عصر برنز وارد ایران شدند.
نتایج پژوهش‌ها در مورد گذار از عصر برنز به عصر آهن در غرب ایران هنوز چندان قطعی نیست،
و شواهد باستان‌شناسی (از جمله عدم تغییر فرهنگ مادی در گذار از عصر برنز به عصر آهن) چندان با ادبیات سنتی تاریخی در مورد مهاجرت گروه‌های ایرانی‌زبان به فلات ایران مطابقت ندارد.

### مآخذ
- Abdi, Kamyar (2012). "The Iranian Plateau from Paleolithic Times to the Rise of the Achaemenid Empire".  In Daryaee, T. (ed.). The Oxford Handbook of Iranian History. Oxford Handbooks in History. Oxford University Press, USA. ISBN 978-0-19-973215-9. Retrieved 2018-09-26.
- Amzallag, Nissim (2009). "From Metallurgy to Bronze Age Civilizations: The Synthetic Theory". American Journal of Archaeology. Archaeological Institute of America. 113 (4): 497–519. doi:10.3764/aja.113.4.497. ISSN 0002-9114.
- Helwing, Barbara (2006). "The rise and fall of Bronze Age centers around the Central Iranian Desert - a comparison of Tappe Hesar II and Arisman". AMIT (38). Retrieved 2019-01-30.
- KANIUTH, K. (2007). "The Metallurgy of the Late Bronze Age Sapalli Culture (Southern Uzbekistan) and its implications for the 'tin question'". Iranica Antiqua. Peeters Publishers. 42 (0): 23–40. doi:10.2143/ia.42.0.2017869. ISSN 0021-0870.
- Tosi, M.; Malek Shahmirzadi, S.; Joyenda, M. A. (1992). "THE BRONZE AGE IN IRAN AND AFGHANISTAN".  In Dani, Ahmad (ed.). History of civilizations of Central Asia. Paris: Unesco. ISBN 978-92-3-102719-2. OCLC 28186754.
- "BRONZE AGE – Encyclopaedia Iranica". Encyclopædia Iranica. 1989-12-15. Retrieved 2018-09-11.

- چایچی‌امیرخیز، احمد (۱۳۹۵). «پویایی یا پیوستگی فرهنگی: مروری بر نظریه سیستم جهانی اوروک در ایران مرکزی بر اساس مطالعه موردی یافته‌های ترانشه CI محوطه اریسمان-پایگاه مجلات تخصصی نور». پیام باستان‌شناس. ۲ (۱): ۸۱–۱۰۳. دریافت‌شده در ۲۰۱۹-۰۷-۰۴.